# 杰伊·凯
杰森·“杰伊”·凯（英語：Jason "Jay" Kay，1969年12月30日—；出生名:杰森·路易斯·奇塔姆） 是一位英国歌手和词曲作家。他是1992年成立的酸爵士和放克乐队杰米罗奎的联合创始人，并担任主唱。截至2017年，该乐队在全球售出超过2600万张专辑。